# Wiktor Nasiedkin
Wiktor Grigoriewicz Nasiedkin (ros. Виктор Григорьевич Наседкин, ur. 27 grudnia 1904?/9 stycznia 1905 w Chersoniu, zm. 19 kwietnia 1950 w Moskwie) – szef Głównego Zarządu Poprawczych Obozów i Kolonii Pracy NKWD (od 1946 MSW) ZSRR Gułag w okresie od 26 lutego 1941 do 2 września 1947.

## Życiorys
Ukrainiec, urodzony w Chersoniu, był synem nauczyciela szkoły elementarnej, swoją edukację zakończył na szkole podstawowej.
W wojsku służył od 15 roku życia, a od 16 roku życia w WCzeKa, od 1938 roku w Głównym Zarządzie Ekonomicznym NKWD.
Brał udział w 1941 roku w wysiedleniu Niemców nadwołżańskich do Kazachstanu i na Syberię oraz w 1944 roku w wysiedleniu całych narodów Czeczenów i Inguszów z Północnego Kaukazu do Azji Centralnej. W czasie tej deportacji zginęło 31% wszystkich Czeczenów i 21% wszystkich Inguszów.
W 1948 roku zwolniony do rezerwy w wyniku wewnętrzych sporów w kierownictwie NKWD. Jego grób znajduje się na Nowym Cmentarzu Dońskim w Moskwie (kwatera 4, aleja 3).

## Awanse
- starszy porucznik bezpieczeństwa państwowego - 14 grudnia 1935;
- kapitan bezp. państw. - 25 lutego 1939;
- starszy major bezp. państw. - 14 marca 1940;
- komisarz bezp. państw. - 14 lutego 1943;
- komisarz bezp. państw. III rangi - 14 grudnia 1943;
- generał por. - 09 lipca 1945.

## Odznaczenia
- Order Lenina (30 kwietnia 1946)
- Order Czerwonego Sztandaru (trzykrotnie - 20 września 1943, 3 listopada 1944 i 29 grudnia 1944)
- Order Wojny Ojczyźnianej I klasy (16 września 1945)
- Order Czerwonego Sztandaru Pracy (21 lutego 1942)
- Order Czerwonej Gwiazdy (23 lipca 1937)
- Order „Znak Honoru” (26 kwietnia 1940)

I 2 medale.